# Левицкий, Алексей Яковлевич
Алексей Яковлевич Леви́цкий (2 января 1931, с. Ожаровка, Хмельницкая область — 1 мая 2008, Новосибирск, Российская Федерация) — оперный певец, бас. Народный артист Российской Федерации (1996).

## Биография
В 1958 году окончил Киевскую консерваторию по классу народного артиста СССР профессора Паторжинского.
С 1958 по 2002 год — солист Новосибирского театра оперы и балета, исполнил более 60 партий, среди которых — Кончак, Мельник, Дон Базилио, Рене, Сусанин, Лепорелло, Досифей.
В 1961 году стал лауреатом (вторая премия) Международного конкурса молодых оперных певцов в Софии.
В 1962 году удостоен звания заслуженного артиста РСФСР, а в 1996 году получил звание народного артиста Российской Федерации.
Доцент, преподаватель сольного пения в Новосибирской государственной консерватории им. М. И. Глинки.
Похоронен на Заельцовском кладбище Новосибирска (квартал 103).

## Зарубежные гастроли
1986 год — в Польше, 1993 год — в Египте, 1999 год — в Испании.